# Накитош (приход)
На́китош (англ. Natchitoches Parish, фр. Paroisse des Natchitoches) — приход штата Луизиана, США. Официально образован в 1805 году. По состоянию на 2010 год, численность населения составляла 39 566 человек.

## География
По данным Бюро переписи США, общая площадь прихода равняется 3 364,413 км2, из которых 3 242,683 км2 — суша, и 121,730 км2, или 3,600 %, — это водоёмы.

## Население
По данным переписи населения 2000 года на территории прихода проживает 39 080 жителей в составе 14 263 домашних хозяйства и 9 499 семей. Плотность населения составляет 12,00 человек на км2. На территории прихода насчитывается 16 890 жилых строений, при плотности застройки около 5,00-ти строений на км2. Расовый состав населения: белые — 57,85 %, афроамериканцы — 38,43 %, коренные американцы (индейцы) — 42,00 %, азиаты — 2 010,00 %, гавайцы — 1,08 %, представители других рас — 0,44 %, представители двух или более рас — 0,02 %. Испаноязычные составляли 1,45 % населения независимо от расы.
В составе 33,00 % из общего числа домашних хозяйств проживают дети в возрасте до 18 лет, 45,30 % домашних хозяйств представляют собой супружеские пары, проживающие вместе, 17,70 % домашних хозяйств представляют собой одиноких женщин без супруга, 33,40 % домашних хозяйств не имеют отношения к семьям, 27,10 % домашних хозяйств состоят из одного человека, 10,90 % домашних хозяйств состоят из престарелых (65 лет и старше), проживающих в одиночестве. Средний размер домашнего хозяйства составляет 2,56 человека, и средний размер семьи 3,14 человека.
Возрастной состав прихода: 26,00 % моложе 18 лет, 17,90 % от 18 до 24, 24,30 % от 25 до 44, 19,70 % от 45 до 64 и 19,70 % от 65 и старше. Средний возраст жителя прихода 30 лет. На каждые 100 женщин приходится 90,60 мужчин. На каждые 100 женщин старше 18 лет приходится 85,80 мужчин.
Средний доход на домохозяйство прихода составлял 25 722 USD, на семью — 32 816 USD. Среднестатистический заработок мужчины был 29 388 USD против 19 234 USD для женщины. Доход на душу населения составлял 13 743 USD. Около 20,90 % семей и 26,50 % общего населения находились ниже черты бедности, в том числе — 32,70 % молодежи (тех, кому ещё не исполнилось 18 лет) и 19,00 % тех, кому было уже больше 65 лет.